# Wiktor Sobolew
Wiktor Wiktorowicz Sobolew (ros. Виктор Викторович Соболев, ur. 20 sierpnia?/2 września 1915 w Piotrogrodzie, zm. 7 stycznia 1999 w Petersburgu) – radziecki astronom, fizyk i astrofizyk.

## Życiorys
Podczas wojny domowej w Rosji jego rodzina przeniosła się do guberni kostromskiej, później wróciła do Leningradu, gdzie w 1933 skończył szkołę średnią, a w 1938 ukończył studia na Wydziale Matematycznym Leningradzkiego Uniwersytetu Państwowego. Później pod kierunkiem Wiktora Ambarcumiana uczył się na aspiranturze na katedrze astrofizyki, gdzie w 1941 obronił pracę dyplomową i później pracował kolejno jako asystent, adiunkt, a od 1948 profesor i kierownik katedry astrofizyki (do 1988), jednocześnie 1961-1962 był dyrektorem obserwatorium uniwersyteckiego. Podczas wojny z Niemcami od lipca 1941 do czerwca 1944 przebywał na ewakuacji w Jełabudze w Tatarstanie, w 1946 otrzymał tytuł profesora i doktora nauk fizyczno-matematycznych. W 1981 został akademikiem Akademii Nauk ZSRR (członkiem korespondentem Akademii Nauk ZSRR był od 1958). Napisał wiele prac naukowych, w tym cztery monografie.

## Odznaczenia
- Medal Sierp i Młot Bohatera Pracy Socjalistycznej (30 sierpnia 1985)
- Order Lenina (30 sierpnia 1985)
- Order Czerwonego Sztandaru Pracy (dwukrotnie, 15 września 1961 i 17 września 1975)